# 3059 Pryor
A 3059 Pryor (ideiglenes jelöléssel 1981 EF23) a Naprendszer kisbolygóövében található aszteroida. Schelte J. Bus fedezte fel 1981. március 3-án.